# Lee Hua-chen
Lee Hua-chen (chinesisch 李珮琪, Pinyin Lǐ Pèiqí; * 14. September 1993 in Kaohsiung) ist eine taiwanische Tennisspielerin.

## Karriere
Lee spielt hauptsächlich Turniere auf der ITF Women’s World Tennis Tour, bei der sie bereits 10 Einzel- und sieben Doppeltitel gewinnen konnte.
2010 erhielt sie zusammen mit Hsieh Yu-chieh eine Wildcard für das Hauptfeld des Damendoppels bei den OEC Taipei Ladies Open, wo sie aber bereits in der ersten Runde gegen Elena Bogdan und Noppawan Lertcheewakarn mit 2:6 und 3:6 verloren.
2011 erhielt sie zusammen mit ihrer Partnerin Juan Ting-fei wiederum eine Wildcard für das Hauptfeld des Damendoppels bei den OEC Taipei Ladies Open, wo sie aber bereits in der ersten Runde gegen Ayu-Fani Damayanti und Jessy Rompies mit 3:6 und 3:6 verloren.
2012 erreichte sie über die Qualifikation das Hauptfeld im Dameneinzel der OEC Taipei WTA Ladies Open, wo sie Ayumi Morita mit 2:6 und 1:6 unterlag. Bei den Dunlop World Challenge Tennis Tournament trat sie mit Partnerin Kao Shao-yuan wieder im Hauptfeld des Damendoppels an, wo die Paarung aber in der ersten Runde Shūko Aoyama und Misaki Doi mit 5:7 und 5:7 unterlag.
2013 erreichte sie mit Partnerin Kao Shao-yuan das Viertelfinale im Damendoppel der USTA/ST. Dominic USTA Pro Circuit Women’s 2013 ebenso wie 2014 mit Michika Ozeki bei den Gosen Cup Swingbeach Int’l Ladies Open.
Bei der Sommer-Universiade 2013 gewann sie zusammen mit ihrer Partnerin Lee Hsin-han die Bronzemedaille im Damendoppel.
Im Jahr 2013 spielte Lee zweimal für die taiwanische Fed-Cup-Mannschaft; ihre Fed-Cup-Bilanz weist zwei Siege in zwei Doppel aus.

## College Tennis
2014 bis 2017 spielte Hua-chen Lee als Jasmine Lee für die Bulldogs, dem Damentennis-Team der Mississippi State University, nachdem sie von der Chinese Cultural University in Taipeh gewechselt war. 2016 erreichte sie bei den ITA Masters 2016 das Achtelfinale bei den Damen sowie mit Arthur Rinderknech im Mixed das Halbfinale. Bei den NCAA Division I Tennis Championships 2017 scheiterte sie sowohl im Dameneinzel als auch im Damendoppel als gesetzte Spielerin bereits jeweils in der ersten Runde.

## Turniersiege

### Einzel
| Nr. | Datum              | Turnier    | Kategorie   | Belag     | Finalgegnerin       | Ergebnis         |
| --- | ------------------ | ---------- | ----------- | --------- | ------------------- | ---------------- |
| 1.  | 21. August 2011    | Taipeh     | ITF $10.000 | Hartplatz | Lee Ya-hsuan        | 6:2, 6:2         |
| 2.  | 19. Juni 2016      | Kaohsiung  | ITF $10.000 | Hartplatz | Peangtarn Plipuech  | 6:74, 6:0, 6:0   |
| 3.  | 23. Juli 2017      | Hua Hin    | ITF $15.000 | Hartplatz | Bunyawi Thamchaiwat | 6:2, 3:0 Aufgabe |
| 4.  | 24. September 2017 | Hua Hin    | ITF $15.000 | Hartplatz | Tamaryn Hendler     | 6:2, 6:2         |
| 5.  | 2. September 2018  | Nonthaburi | ITF $15.000 | Hartplatz | Nudnida Luangnam    | 6:2, 6:2         |
| 6.  | 23. September 2018 | Anning     | ITF $15.000 | Sand      | Yang Ziy            | 6:2, 6:2         |
| 7.  | 30. September 2018 | Anning     | ITF $15.000 | Sand      | Sun Xuliu           | 6:0, 6:1         |
| 8.  | 4. November 2018   | Nonthaburi | ITF $15.000 | Hartplatz | Nudnida Luangnam    | 6:4, 6:4         |
| 9.  | 11. November 2018  | Nonthaburi | ITF $15.000 | Hartplatz | Anchisa Chanta      | 6:4, 6:1         |
| 10. | 24. März 2019      | Kofu       | ITF W25     | Hartplatz | Stephanie Wagner    | 6:74 6:3, 6:4    |

### Doppel
| Nr. | Datum             | Turnier    | Kategorie   | Belag             | Partnerin             | Finalgegnerinnen                    | Ergebnis         |
| --- | ----------------- | ---------- | ----------- | ----------------- | --------------------- | ----------------------------------- | ---------------- |
| 1.  | 9. Juni 2012      | Taipeh     | ITF $10.000 | Hartplatz (Halle) | Kao Shao-yuan         | Hsu Ching-wen Lee Ya-hsuan          | 6:3, 6:3         |
| 2.  | 8. Juni 2013      | Taipeh     | ITF $10.000 | Hartplatz         | Kao Shao-yuan         | Chan Chin-wei Hsu Wen-hsin          | 4:6, 6:3, [10:7] |
| 3.  | 31. August 2013   | Neu-Delhi  | ITF $10.000 | Hartplatz         | Akari Inoue           | Matilda Hamlin Shweta Chandra Rana  | 6:0, 7:63        |
| 4.  | 7. Dezember 2013  | Dschibuti  | ITF $10.000 | Hartplatz         | Jana Sisikowa         | Shweta Chandra Rana Xi-Yao Wang     | 6:3, 6:3         |
| 5.  | 14. Dezember 2013 | Dschibuti  | ITF $10.000 | Hartplatz         | Jana Sisikowa         | Margarita Lasarewa Kateryna Sliusar | 4:6, 6:3, [10:4] |
| 6.  | 28. Juli 2018     | Taipeh     | ITF $15.000 | Hartplatz         | Joanna Garland        | Chan Chin-wei Kotomi Takahata       | 6:1, 3:6, [10:1] |
| 7.  | 3. November 2018  | Nonthaburi | ITF $15.000 | Hartplatz         | Chompoothip Jundakate | Darja Detkowskaja Supapitch Kuearum | 6:1, 6:3         |